# Lista över svenska kanonbåtar
Följande lista över lista över svenska kanonbåtar  är en förteckning över samtliga kanonbåtar som tillhört svenska Kungliga flottan mellan 1875 och 1957.

## 1:a klass kanonbåtar

### Blenda-klass
- Blenda (1874)
- Disa (1877)
- Urd (1877)
- Rota (1878)
- Skagul (1878)
- Skäggald (1878)
- Verdande (1878)
- Skuld (1879)
- Edda (1882)

## 2:a klass kanonbåtar
- von Sydow (1850)
- Svensksund (1856)
- Hogland (1856)
- Motala (1860)
- Carlsund (1860)
- Aslög (1861)
- Astrid (1861)
- Alfhild (1862)
- Gunhild (1862)
- Ingegerd (1862)
- Sigrid (1862)
- Svensksund (1891)